# Grandes baños de Mohenjo-Daro
Los grandes baños de Mohenjo-Daro son una de las estructuras más conocidas entre las ruinas de la antigua civilización del valle del Indo en Mohenjo-Daro (Sind, Pakistán). Fueron descubiertos durante unas excavaciones arqueológicas que se llevaron a cabo en 1926.
Las evidencias arqueológicas indican que se construyeron en el tercer milenio antes de Cristo, poco tiempo después de la elevación del montículo o ciudadela en que se encuentran.

## Características
Los grandes baños de Mohenjo-Daro se consideran el "primer depósito de agua pública del mundo antiguo". El depósito tiene unas medidas de 11,88 metros x 7,01 metros y tiene una profundidad máxima de 2,43 metros. Dos amplias escaleras, una al norte y otra al sur, servían como entrada a la estructura. En los extremos de cada una de las escaleras hay un paso con un metro de ancho y 40 centímetros de altura. En uno de los extremos de la gran bañera también se encontró un agujero que podría haber sido utilizado para drenar el agua.

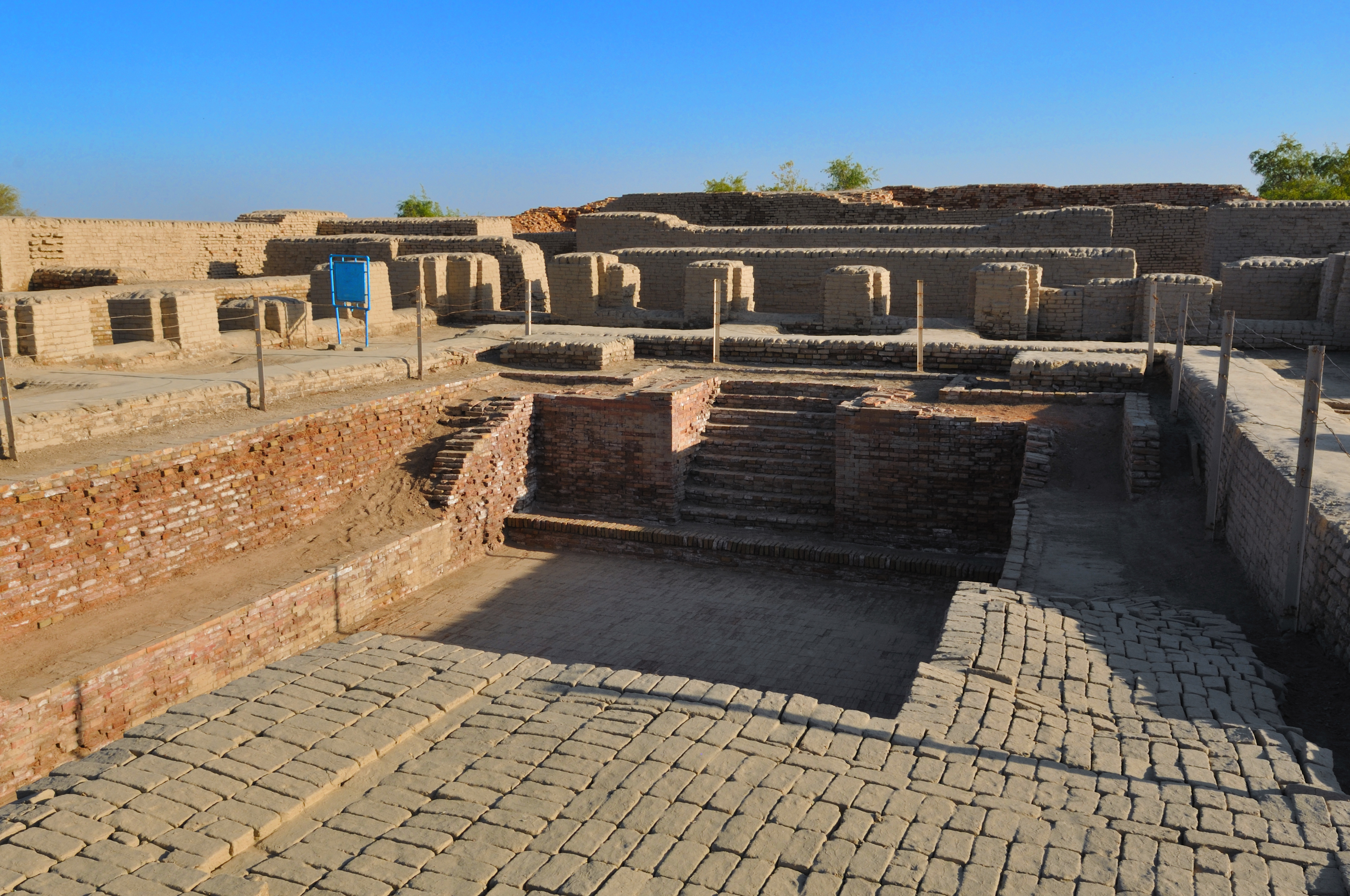
Otra vista de los baños

El suelo del depósito era hermético debido a unos ladrillos de barro finamente ajustados y fijados en el borde con enlucido de tiza; las paredes laterales se construyeron de manera similar. Para hacer el depósito aún más a prueba de agua, se colocó una gruesa capa de betún (alquitrán resistente al agua) a lo largo de los lados de la piscina y, presumiblemente, también en el suelo. En los bordes del este, el norte y el sur se descubrieron columnas de ladrillo. En las columnas conservadas se aprecian aristas que podrían haber contenido pantallas de madera o marcos de ventanas. Dos grandes puertas conducen al complejo desde el sur y el otro acceso se hacía desde el norte y el este. A lo largo del borde oriental del edificio se encuentra una serie de habitaciones, en una de las cuales había un pozo que podía haber suministrado una parte del agua necesaria para llenar el depósito. Para este propósito también podía haberse recogido el agua de lluvia, pero no se ha descubierto ningún conducto de entrada. En el complejo había una larga piscina de baño construida con ladrillos resistentes al agua.
La mayoría de los expertos coinciden en que el depósito se debía utilizar para funciones religiosas, en las que el agua se usaba seguramente para purificar y renovar el bienestar de los bañistas.
En el otro lado de la calle de los grandes baños había un gran edificio que constaba de varias habitaciones y tres terrazas, con dos escaleras que conducían a la azotea y al piso superior; y teniendo en cuenta el tamaño y la proximidad de las instalaciones, se dice que este edificio podía haber sido la casa de varios sacerdotes, por lo cual fue etiquetado como el «colegio de los sacerdotes».

## Moneda de Pakistán
Los grandes baños de Mohenjo-Daro se representan en los billetes de 20 rupias paquistaníes.